# Rui Cordeiro
Pour les articles homonymes, voir Cordeiro (homonymie).
Rui Pedro Godinho Cordeiro, né le 14 octobre 1976, à Figueira da Foz, est un joueur de rugby à XV portugais. Il joue avec l'équipe du Portugal au poste de pilier. Il mesure 1,84 m et pèse 138 kg, et est vétérinaire de profession.

## Clubs
- Associação Académica de Coimbra (rugby à XV) (ACADEMICA)

## Équipe du Portugal
- 47 sélections avec le Portugal, 21 victoires, 2 nuls et 20 défaites, et marqué 10 points en 2 essais.
- Première sélection le 3 février 2002, face à la Roumanie (défaite 44 à 17), lors du Championnat européen des nations.
- Premiers points marqués (5 points, 1 essai) : le 7 avril 2002, face à la Russie (défaite 38 à 13), lors du Championnat européen des nations.
- Dernière sélection le 25 septembre 2007, face encore une fois à la Roumanie (défaite 14 à 10), lors du dernier match de poule de la Coupe du Monde 2007.

Coupe du monde : 
- 2007 (4 matches : 1 essai, 5 points face à l'équipe de (Nouvelle-Zélande)

## Palmarès
- Champion du Portugal de première division de rugby - Campeonato Nacional de Honra : 2003/04
- Champion du Portugal de deuxième division de rugby - Campeonato Nacional da I Divisão : 1998/99, 2006/07
- Champion européen : 2004